# Belfius Collectie
De Belfius Collectie is een omvangrijke Belgische kunstverzameling van de huidige Belgische bank Belfius. De grondslag van de verzameling werd gelegd door het Gemeentekrediet (België) waaruit regelmatig geëxposeerd werd, met name in Passage 44 te Brussel. In september 2015 werd in de Belfiustoren de Belfius Art Gallery geopend, waar stukken uit de collectie tentoongesteld worden.

## Toelichting
Deze omvangrijke Belgische kunstverzameling omvat ongeveer 4500 kunstwerken. In de collectie zitten enkele meesterwerken van Pieter Paul Rubens. De verzamelaars legden zich toe op kunst van Belgische kunstenaars vanaf 1830 met de nadruk op kunst vanaf 1960. Vanaf 2008 tot op heden (2012) deed men geen aankopen meer van recente kunst. De verzameling kwam tot stand door samenvoeging van het kunstbezit van het voormalige Gemeentekrediet, Paribas België en Bacob.
De collectie wordt ondersteund door conservator Patricia Jaspers die de collectie na de naamsverandering op vraag van de museumwereld beter wil ontsluiten. Met dat doel is de bank begonnen met delen van de collectie te tonen in Belgische musea. De veilingwaarde schatte Jan Hoet op ongeveer 200 miljoen euro.
De kunstverzameling omvat:
- Vlaamse meesters uit de 16e en de 17e eeuw waaronder twee olieverfschetsen van Pieter Paul Rubens en een schilderij van Jan Brueghel de Oude. Naast schilderijen ook wandtapijten, zilverwerk, Venetiaans glas, oude boeken, meubilair en beeldhouwkunst.
- Moderne kunst van 1860 tot 1960. Een overzicht van de grote stromingen in de Belgische kunst, van het realisme tot abstracte kunst.
- Beeldende kunst van 1960 tot 2007. Met onder meer werk van Marcel Broodthaers, Roger Raveel, Luc Tuymans, Jan Fabre, Lili Dujourie, Jan Vercruysse, Thierry De Cordier en Berlinde De Bruyckere.

## Cultuur voor iedereen
Met het initiatief Cultuur voor iedereen wordt de collectie in beperkte mate voor het publiek ontsloten. Van oktober 2012 tot maart 2013 liep de tijdelijke tentoonstelling "Brisure. Artistieke Verwantschappen".

## Toekomst van de kunstverzameling
Medio oktober 2011 werd bekend dat ondanks de ontmanteling van Dexia de kunstverzameling van de groep in Belgische handen blijft en een verkoop ervan niet aan de orde is. Men doopte de collectie begin 2012 om tot Belfius Collectie.
Eind 2012 deelde men mee dat de idee bestaat om een deel van de kunstwerken te verkopen, meer bepaald werken van voor 1830. Daartegen rees groot verzet in kunstmiddens. Het gaat om twee topstukken van Peter Paul Rubens namelijk De roof van de Sabijnse maagden en De Verzoening tussen de Romeinen en de Sabijnen en een werk van Jan Brueghel de Oude. Deze drie laatste werken die te bezichtigen waren in het Antwerpse Osterriethhuis, staan op de lijst van de topstukken die zonder voorafgaandelijk overleg met de Vlaamse overheid het land niet mogen verlaten. Daarbij heeft bij een eventuele verkoop de overheid een voorkooprecht. Na de verkoop van het Osterriethhuis door Belfius werden de kunstwerken naar een andere locatie in Vlaanderen overgebracht, waar ze niet meer aan het publiek getoond worden.
Op 13 december 2012 werd bekend dat een groep privéverzamelaars 75 miljoen euro over had voor de aankoop van de collectie. Deze zijn geïnteresseerd in enkele uitgelezen werken om hiaten te vullen in hun eigen collectie. Naast de privéverzamelaars zijn ook de musea geïnteresseerd in het (gratis) verwerven van delen van de collectie. Journalisten, museumdirecties en politici pleiten ondertussen voor het behoud van de collectie als een deel van het Belgisch kunstpatrimonium en tegen de uitverkoop ervan.
Op 19 december 2012 heeft minister Joke Schauvliege als antwoord op parlementaire vragen in het Vlaams parlement verklaard dat uit overleg met de directie van Belfius bleek dat de bank zich engageerde geen kunstwerken te verkopen voor einde januari 2013. Tegelijkertijd deelde de minister ook nog mee dat slechts drie kunstwerken van de Belfius Collectie onder het topstukkendecreet vallen waarvoor de minister toelating moet geven indien deze werken het land zouden verlaten. Deze bescherming geldt niet voor de andere kunstwerken van de Belfius Collectie.

## Enkele kunstwerken

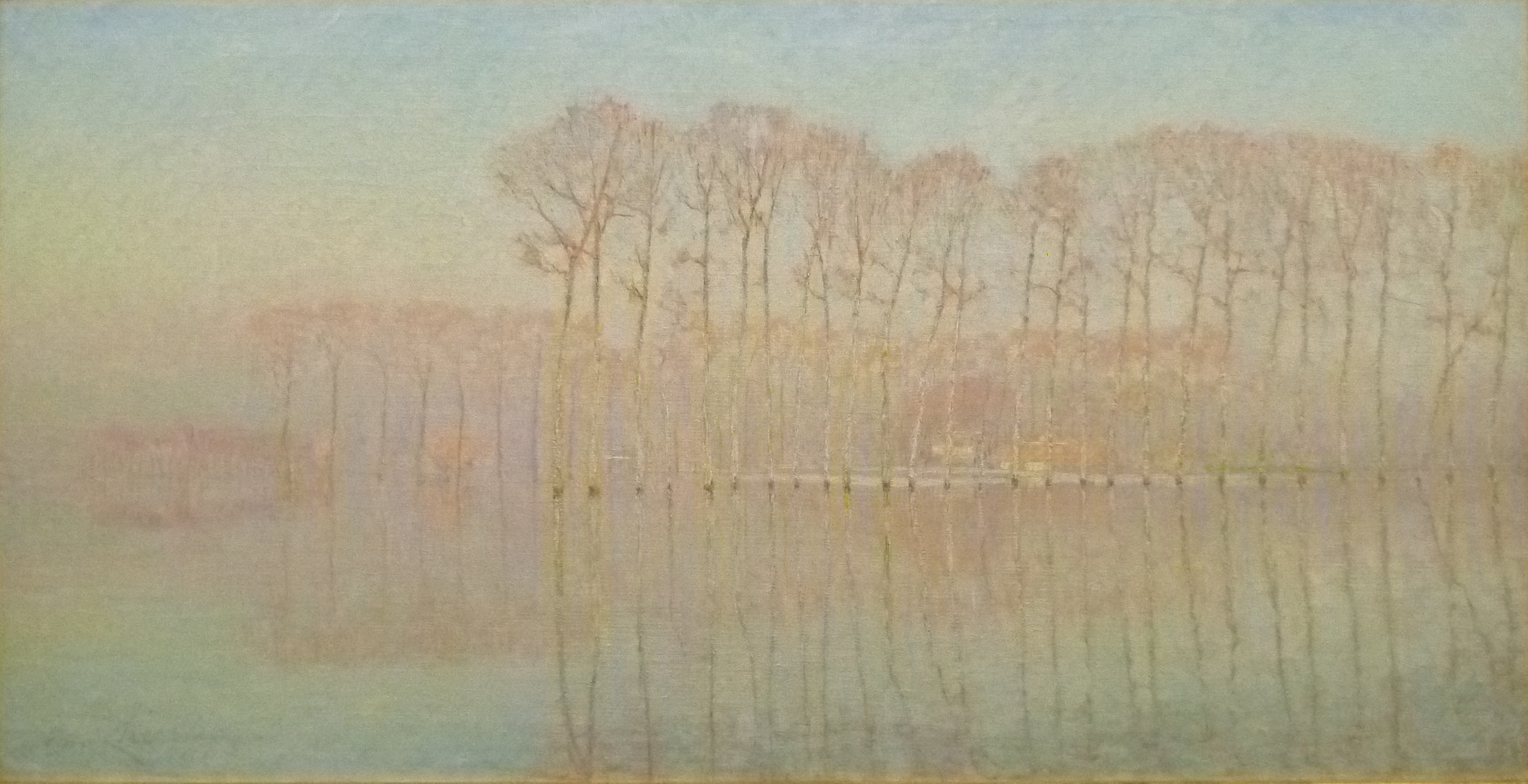
De overstroming 1892, olieverf op doek door Emile Claus (1849-1924)
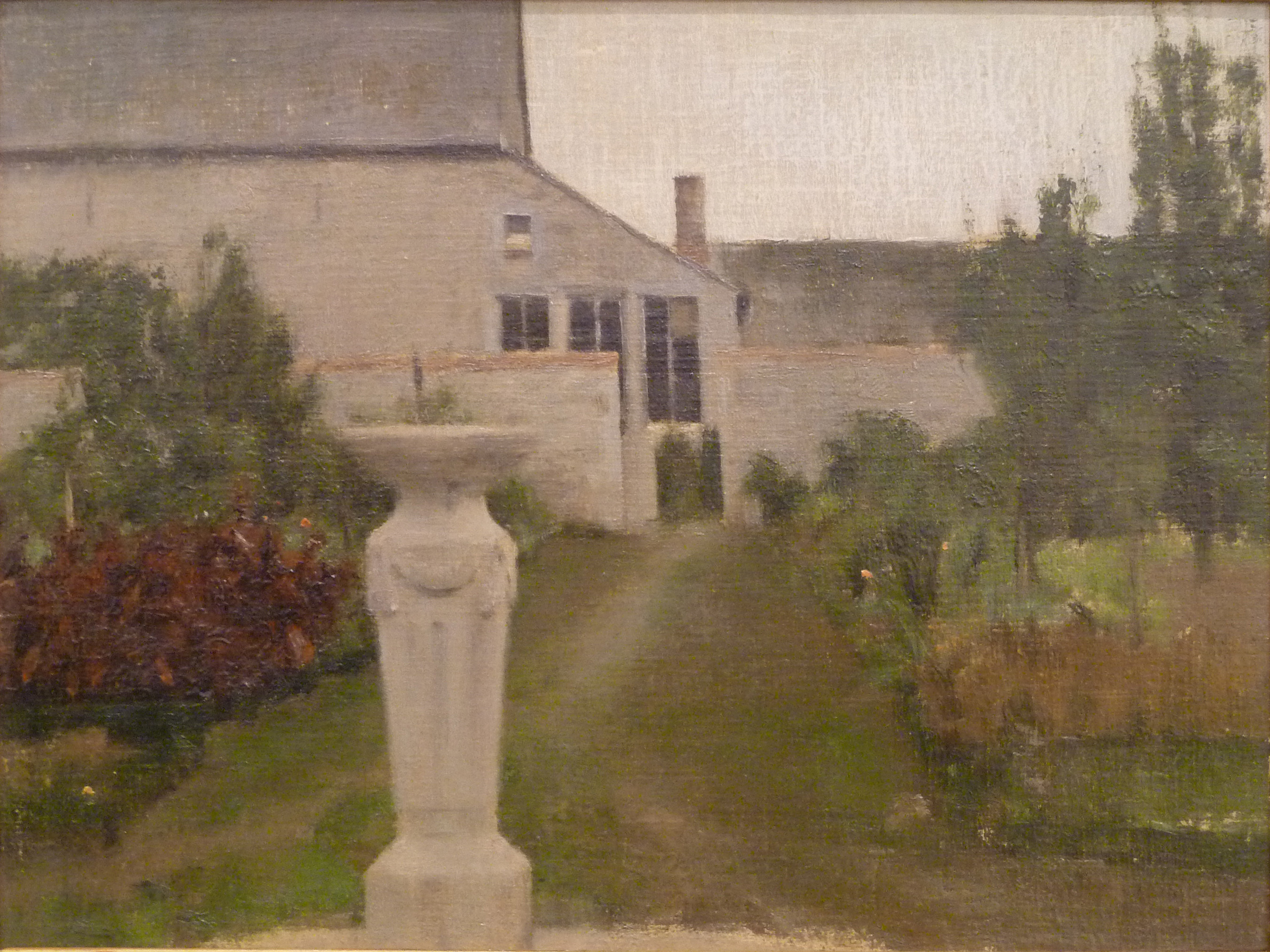
De tuin (1886), olieverf op doek door Fernand Khnopff (1858-1921)
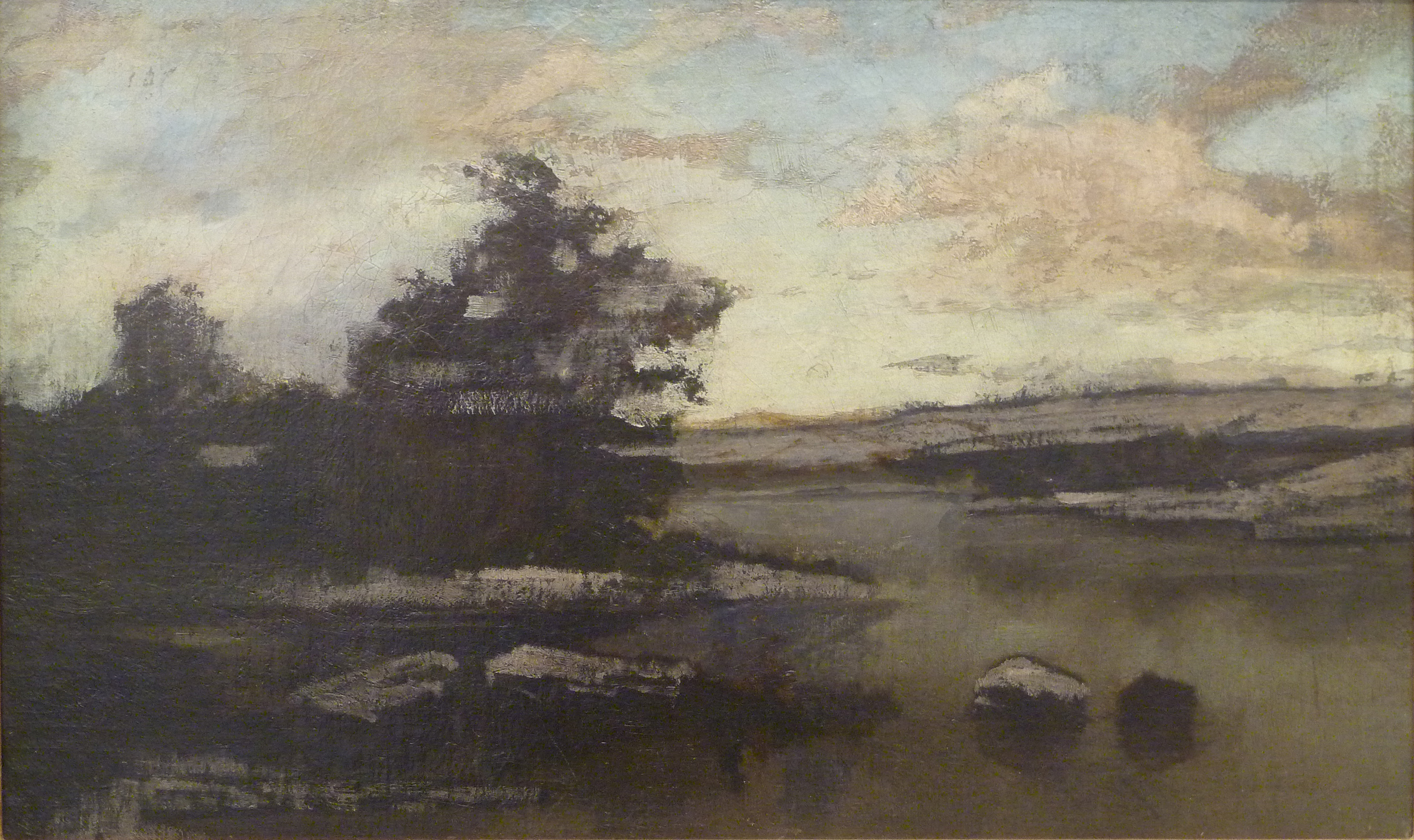
Sneeuw te Thozée, olieverf op doek door Félicien Rops (1833-1898)
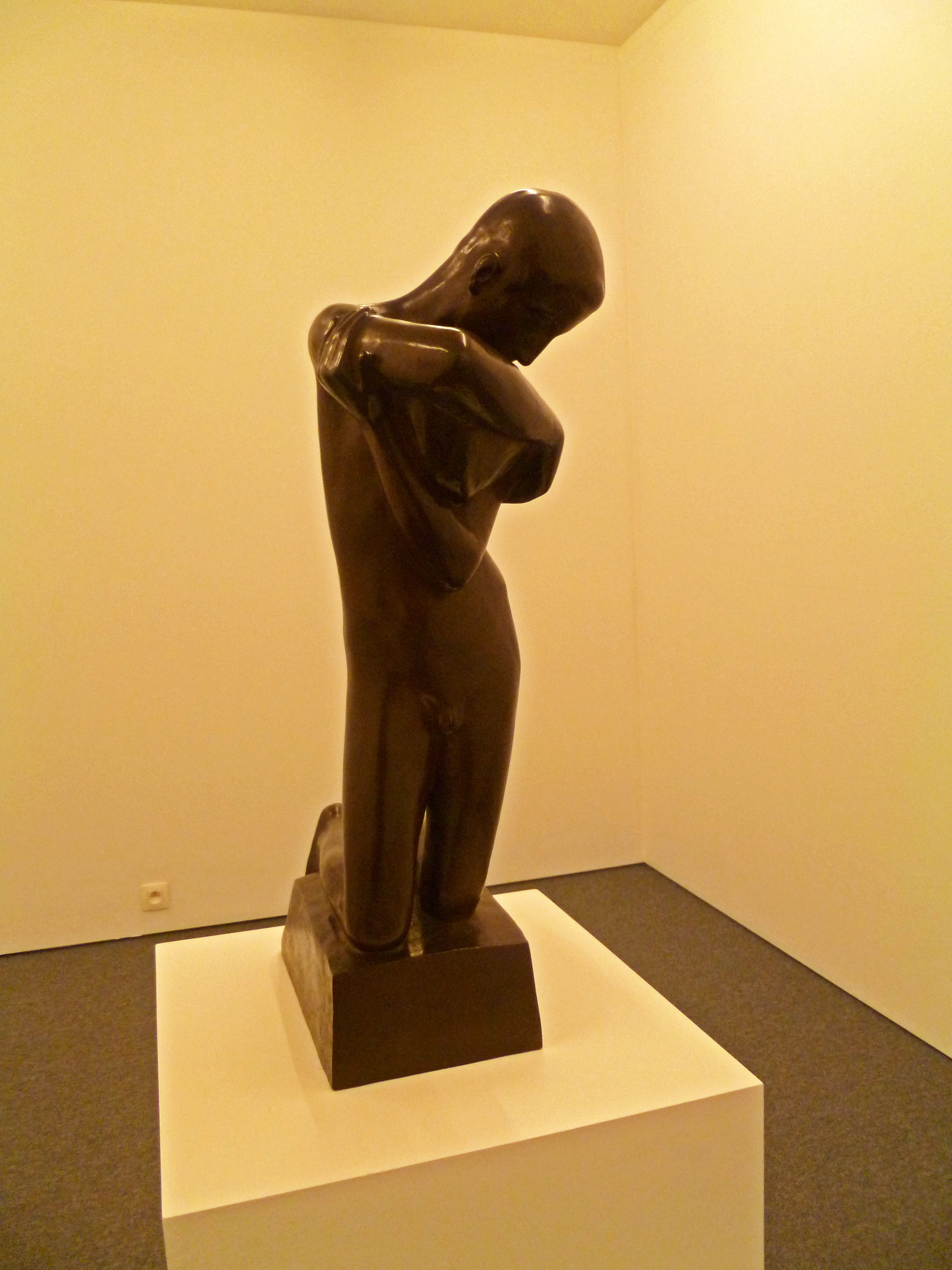
Kind met waterzak 1898, bronzen beeld door George Minne (1866-1941)